# Kazimierz Hofman
Kazimierz Mikołaj Hofman (Hofmann) (ur. 1842 w Krakowie, zm. 6 lipca 1911 w Berlinie) – polski pianista, kompozytor i pedagog. Ojciec pianisty Józefa Hofmanna.

## Życiorys
Ojcem Kazimierza Hofmana był Michał Leon, ur. w 1802 w Vág-Újhely na Węgrzech (obecnie Nowe Miasto nad Wagiem w Słowacji) skąd przybył do Podgórza, pracując tutaj jako miejski lekarz. Matką była zaś Teofila z Schoenfeldów (ur. w 1804). Mieli sześcioro potomstwa, chronologicznie wg urodzenia: Dominik (1824), Honorata (1826), Stanisław (1827), Wilhelmina (1834), Józefina (1839) i Kazimierz (1842).
Kazimierz studiował w Konserwatorium Wiedeńskim. Debiutował jako pianista w Wiedniu w 1851.
Po powrocie do Krakowa dyrygował orkiestrą teatralną (w latach 1868–1878). Adam Franciszek Skorupka zaangażował go w teatrze krakowskim do kompozycji i prowadzenia przedstawień muzycznych.
Komponował muzykę do sztuk teatralnych, m.in. Władysława Ludwika Anczyca „Żaki”, „Kościuszko pod Racławicami”. Stworzył też operę „Wanda córka Krakusa” do libretta Franciszka Wężyka. Około 1870 zawarł związek małżeński z Anielą Teofilą z Kwiecińskich (ur. 3 stycznia 1843 w Warszawie). W 1878 pp. Hofmanowie przeprowadzili się do Warszawy, gdzie Kazimierz został pedagogiem w Konserwatorium i do 1882 prowadził orkiestrę baletową. Z grona jego uczniów wyróżniał się Józef Śliwiński. Tutaj dnia 12 października 1885 umarła żona Kazimierza.
Po 8 miesiącach, 17 czerwca 1886, Kazimierz Mikołaj zawarł drugi związek małżeński w bazylice Świętego Krzyża w Warszawie, żeniąc się ze śpiewaczką wodewilową Matyldą Franciszką Pindelską ur. w 1851 w Krakowie (córką Wincentego i Eleonory z Wyszkowskich), z którą od ponad 10 lat miał dwoje dzieci, urodzonych jeszcze w Krakowie: Zofię Wandę oraz Józefa Kazimierza. Pragnąc zapewnić synowi Józefowi staranne wykształcenie muzyczne, cała rodzina w 1886 zamieszkała w Berlinie.